# Буре, Алексей Валерьевич
Алексей Валерьевич Буре (12 июля 1945 — 13 июня 2012) — призёр чемпионатов СССР 1963 и 1964 года в плавании баттерфляем, чемпион Европы и рекордсмен мира в скоростном подводном плавании.

## Биография
Алексей родился 7 июля 1945 года в Норильске. Его отец Валерий Владимирович (1912—1974), в 1930-х годах бывший вратарём сборной СССР по водному поло, выступал вместе со сборной в Берлине, Лейпциге, Халле, Кенигсберге, Стокгольме, Осло. 14 октября 1936 года после игры  вместе со сборной в Швеции, арестован по обвинению шпионаже и передаче секретных сведений ст. 58-6 ч. 1 УК РСФСР. 17 мая 1937 Военным Трибуналом Московского ВО приговорён к 10 годам лагерей и 4 годам поражения в правах. 16 августа 1939 года доставлен привезен в Норильлаг. Работал на общих строительных работах, затем фельдшером по части отоларингологии.  Участвовал в драмкружке, будучи заключенным, стал актером профессионального театра. Там познакомился с вольнонаёмной певицей (лирическое сопрано) Людмилой Ермовной Поповой. Их первый сын Алексей родился до освобождения отца. Валерия Буре освободили в 1946, 9 января 1951 отца ОСО МГБ вновь приговорило к ссылке. В 1956 году отца реабилитировали, и 1 февраля 1957 года вся семья переехала на родину отца в Москву.
Призер чемпионатов СССР 1963 и 1964 года в плавании баттерфляем. Буре был известен как один из сильных пловцов на дистанции 200 м, о нём писали в мировой прессе. Но Алексей не был включён в олимпийскую сборную и не попал на Олимпийские игры 1964 года в Токио.
После этого перешел в скоростные виды подводного плавания. Неоднократный чемпион Европы и рекордсмен мира.
В том числе 27 сентября 1970 года золотая медаль чемпионата Европы в Садабеле в эстафете 4×200 м в составе четвёрки: Алексей Буре, Петер Вайк, Виталий Бардашевич, Андрей Красников.
После прекращения спортивной карьеры  работал тренером. После смерти отца в марте 1974 стал тренировать младшего брата Владимира.

## Семья
Представитель спортивной династии семьи Буре.
- Отец — Валерий Владимирович Буре (1912—1974) — советский ватерполист и тренер по плаванию.
- Брат — Владимир (1950—2024) — советский пловец, хоккейный тренер, отец хоккеистов Буре.
  - Племянник —  Павел (род. 1971) — советский и российский хоккеист.
  - Племянник — Валерий (род. 1974) — российский хоккеист.